# Ciekocino
Ciekocino (kaszb. Cékòcëno, niem. Zackenzin) – wieś w Polsce położona w województwie pomorskim, w powiecie wejherowskim, w gminie Choczewo na obszarze Pobrzeża Kaszubskiego nad rzeką Chełst. Wieś jest siedzibą sołectwa Ciekocino, w którego skład wchodzi również miejscowość Ciekocinko.
W latach 1975–1998 miejscowość administracyjnie należała do województwa gdańskiego.

## Demografia
Współczesna struktura demograficzna wioski Ciekocino na podstawie danych z lat 1995–2009 według roczników GUS-u, z prezentacją danych z 2002 roku:

| WYSZCZEGÓLNIENIE | WYSZCZEGÓLNIENIE | WYSZCZEGÓLNIENIE | WYSZCZEGÓLNIENIE | WYSZCZEGÓLNIENIE | J. m.       | POPULACJA MIESZKAŃCÓW (w przedziałach wiekowych w 2002 roku) | POPULACJA MIESZKAŃCÓW (w przedziałach wiekowych w 2002 roku) | POPULACJA MIESZKAŃCÓW (w przedziałach wiekowych w 2002 roku) | POPULACJA MIESZKAŃCÓW (w przedziałach wiekowych w 2002 roku) | POPULACJA MIESZKAŃCÓW (w przedziałach wiekowych w 2002 roku) | POPULACJA MIESZKAŃCÓW (w przedziałach wiekowych w 2002 roku) | POPULACJA MIESZKAŃCÓW (w przedziałach wiekowych w 2002 roku) | POPULACJA MIESZKAŃCÓW (w przedziałach wiekowych w 2002 roku) | POPULACJA MIESZKAŃCÓW (w przedziałach wiekowych w 2002 roku) |             |
| WYSZCZEGÓLNIENIE | WYSZCZEGÓLNIENIE | WYSZCZEGÓLNIENIE | WYSZCZEGÓLNIENIE | WYSZCZEGÓLNIENIE | J. m.       | OGÓŁEM                                                       | 0-9                                                          | 10-19                                                        | 20-29                                                        | 30-39                                                        | 40-49                                                        | 50-59                                                        | 60-69                                                        | 70-79                                                        |             |
| ---------------- | ---------------- | ---------------- | ---------------- | ---------------- | ----------- | ------------------------------------------------------------ | ------------------------------------------------------------ | ------------------------------------------------------------ | ------------------------------------------------------------ | ------------------------------------------------------------ | ------------------------------------------------------------ | ------------------------------------------------------------ | ------------------------------------------------------------ | ------------------------------------------------------------ | ----------- |
| I.               | OGÓŁEM           | OGÓŁEM           | OGÓŁEM           | OGÓŁEM           | os.         | 96                                                           | 19                                                           | 17                                                           | 19                                                           | 14                                                           | 7                                                            | 10                                                           | 7                                                            | 3                                                            |             |
| I.               | —                | odsetek          | odsetek          | odsetek          | %           | 100                                                          | 19,8                                                         | 17,7                                                         | 19,8                                                         | 14,6                                                         | 7,3                                                          | 10,4                                                         | 7,3                                                          | 3,1                                                          |             |
| I.               | 1.               | WEDŁUG PŁCI      | WEDŁUG PŁCI      | WEDŁUG PŁCI      | WEDŁUG PŁCI | WEDŁUG PŁCI                                                  | WEDŁUG PŁCI                                                  | WEDŁUG PŁCI                                                  | WEDŁUG PŁCI                                                  | WEDŁUG PŁCI                                                  | WEDŁUG PŁCI                                                  | WEDŁUG PŁCI                                                  | WEDŁUG PŁCI                                                  | WEDŁUG PŁCI                                                  | WEDŁUG PŁCI |
| I.               | 1.               | A.               | Mężczyzn         | Mężczyzn         | os.         | 55                                                           | 12                                                           | 11                                                           | 9                                                            | 8                                                            | 4                                                            | 5                                                            | 4                                                            | 2                                                            |             |
| I.               | 1.               | A.               | —                | odsetek          | %           | 57,3                                                         | 12,5                                                         | 11,4                                                         | 9,4                                                          | 8,3                                                          | 4,2                                                          | 5,2                                                          | 4,2                                                          | 2,1                                                          |             |
| I.               | 1.               | B.               | Kobiet           | Kobiet           | os.         | 41                                                           | 7                                                            | 6                                                            | 10                                                           | 6                                                            | 3                                                            | 5                                                            | 3                                                            | 1                                                            |             |
| I.               | 1.               | B.               | —                | odsetek          | %           | 42,7                                                         | 7,3                                                          | 6,3                                                          | 10,4                                                         | 6,3                                                          | 3,1                                                          | 5,2                                                          | 3,1                                                          | 1                                                            |             |

 Rysunek 1.1 Piramida populacji — struktura płci i wieku wioski
| I. | OGÓŁEM | OGÓŁEM  | OGÓŁEM            | OGÓŁEM            | OGÓŁEM            | os.     | 96      | 55      | 41      |         |         |         |         |         |         |         |         |         |         |         |
| I. | —      | odsetek | odsetek           | odsetek           | odsetek           | %       | 100     | 57,3    | 42,7    |         |         |         |         |         |         |         |         |         |         |         |
| I. | 1.     | W WIEKU | W WIEKU           | W WIEKU           | W WIEKU           | W WIEKU | W WIEKU | W WIEKU | W WIEKU | W WIEKU | W WIEKU | W WIEKU | W WIEKU | W WIEKU | W WIEKU | W WIEKU | W WIEKU | W WIEKU | W WIEKU | W WIEKU |
| I. | 1.     | A.      | Przedprodukcyjnym | Przedprodukcyjnym | Przedprodukcyjnym | os.     | 34      | 22      | 12      |         |         |         |         |         |         |         |         |         |         |         |
| I. | 1.     | A.      | —                 | odsetek           | odsetek           | %       | 35,4    | 22,9    | 12,5    |         |         |         |         |         |         |         |         |         |         |         |
| I. | 1.     | B.      | Produkcyjnym      | Produkcyjnym      | Produkcyjnym      | os.     | 54      | 29      | 25      |         |         |         |         |         |         |         |         |         |         |         |
| I. | 1.     | B.      | —                 | odsetek           | odsetek           | %       | 56,2    | 30,2    | 26      |         |         |         |         |         |         |         |         |         |         |         |
| I. | 1.     | B.      | a.                | mobilnym          | mobilnym          | os.     | 38      | 21      | 17      |         |         |         |         |         |         |         |         |         |         |         |
| I. | 1.     | B.      | a.                | —                 | odsetek           | %       | 39,6    | 21,9    | 17,7    |         |         |         |         |         |         |         |         |         |         |         |
| I. | 1.     | B.      | b.                | niemobilnym       | niemobilnym       | os.     | 16      | 8       | 8       |         |         |         |         |         |         |         |         |         |         |         |
| I. | 1.     | B.      | b.                | —                 | odsetek           | %       | 16,6    | 8,3     | 8,3     |         |         |         |         |         |         |         |         |         |         |         |
| I. | 1.     | C.      | Poprodukcyjnym    | Poprodukcyjnym    | Poprodukcyjnym    | os.     | 8       | 4       | 4       |         |         |         |         |         |         |         |         |         |         |         |
| I. | 1.     | C.      | —                 | odsetek           | odsetek           | %       | 8,4     | 4,2     | 4,2     |         |         |         |         |         |         |         |         |         |         |         |

## Literatura
1. Bielec Jan (red.), Szwałek Stanisława: Wykaz urzędowych nazw miejscowości w Polsce. Ministerstwo Administracji, Gospodarki Terenowej i Ochrony Środowiska. T. I: A - J. Warszawa: GUS, 1980. Brak numerów stron w książce